# Invidious
Invidious est un logiciel libre, une interface alternative à YouTube gratuite et respectueuse de la vie privée,. Il est disponible sous forme de conteneur Docker, ou à partir de la branche master de GitHub.
Il est destiné à être utilisé comme une alternative légère et « respectueuse de la vie privée » au site officiel de YouTube. De nombreux logiciels de redirection préservant la vie privée ainsi que des clients YouTube utilisent les instances d'Invidious,,,.
Invidious n'utilise pas l'API officielle de YouTube mais scrape le site web pour les vidéos et les métadonnées telles que les likes et les vues. Ceci est fait intentionnellement pour diminuer la quantité de données partagées avec Google.[réf. nécessaire] L'outil web-scraping est appelé Invidious Developer API. Il est également partiellement utilisé dans l'application libre et gratuite, Yattee.

## Historique
En 2020, Omar Roth a déclaré qu'il se retirerait du projet et fermerait l'instance principale invidio.us. Cependant, le projet se poursuit et des instances non officielles du service existent toujours.
En juin 2023, Invidious reçoit une mise en demeure de YouTube,. La notification de cessation et d'abstention fait suite à de récentes « expériences » de YouTube consistant à bloquer les utilisateurs non premium qui utilisent un navigateur web bloquant les publicités,. Les développeurs d'Invidious décident d'ignorer la lettre car ils n'utilisent pas l'API de YouTube.
Selon Der Spiegel, « Invidious est installé sur des serveurs, qui agissent ensuite comme des miroirs YouTube sans licence » pour permettre aux utilisateurs de regarder des vidéos « sans publicité et sans traçage ». Invidious a été ciblé par Google parce qu'il a lutté pendant des années pour bloquer le téléchargement et l'accès incontrôlé aux vidéos et à la musique.